# Mecosaspis indigo
Mecosaspis indigo là một loài bọ cánh cứng trong họ Cerambycidae.